# Luan Silva dos Santos
Luan Silva dos Santos (Salvador, Bahía, Brasil, 26 de febrero de 1999) es un futbolista brasileño. Juega de delantero.

## Estadísticas
Actualizado al último partido disputado el 7 de marzo de 2020.
| Club | Div.          | Temporada     | Liga  | Liga  | Estatal | Estatal | Copas nacionales(1) | Copas nacionales(1) | Copas internacionales(2) | Copas internacionales(2) | Otras(3) | Otras(3) | Total | Total |
| Club | Div.          | Temporada     | Part. | Goles | Part.   | Goles   | Part.               | Goles               | Part.                    | Goles                    | Part.    | Goles    | Part. | Goles |
| --- | ------------- | ------------- | ----- | ----- | ------- | ------- | ------------------- | ------------------- | ------------------------ | ------------------------ | -------- | -------- | ----- | ----- |
| Vitória · Brasil | 1.ª           | 2018          | 6     | 1     | 6       | 1       | 2                   | 0                   | -                        | -                        | 5        | 0        | 19    | 2     |
| Vitória · Brasil | 2.ª           | 2019          | 0     | 0     | 0       | 0       | -                   | -                   | -                        | -                        | 2        | 0        | 2     | 0     |
| Vitória · Brasil | Total club    | Total club    | 6     | 1     | 6       | 1       | 2                   | 0                   | 0                        | 0                        | 7        | 0        | 21    | 2     |
| Palmeiras · Brasil | 1.ª           | 2020          | 0     | 0     | 1       | 0       | -                   | -                   | 0                        | 0                        | 0        | 0        | 1     | 0     |
| Palmeiras · Brasil | Total club    | Total club    | 0     | 0     | 1       | 0       | 0                   | 0                   | 0                        | 0                        | 0        | 0        | 1     | 0     |
| Total carrera | Total carrera | Total carrera | 6     | 1     | 7       | 1       | 2                   | 0                   | 0                        | 0                        | 7        | 0        | 22    | 2     |
| (1) Incluye datos de la Copa de Brasil (2) Incluye datos de la Copa Libertadores (3) Incluye datos de la Copa do Nordeste |               |               |       |       |         |         |                     |                     |                          |                          |          |          |       |       |

## Palmarés

### Títulos estatales
| Título              | Club      | País      | Año  |
| ------------------- | --------- | --------- | ---- |
| Campeonato Paulista | Palmeiras | São Paulo | 2020 |

### Títulos nacionales
| Título         | Club      | País   | Año  |
| -------------- | --------- | ------ | ---- |
| Copa de Brasil | Palmeiras | Brasil | 2020 |

### Títulos internacionales
| Título            | Club      | País           | Año  |
| ----------------- | --------- | -------------- | ---- |
| Copa Libertadores | Palmeiras | Río de Janeiro | 2020 |
| Copa Libertadores | Palmeiras | Montevideo     | 2021 |